# Bamako

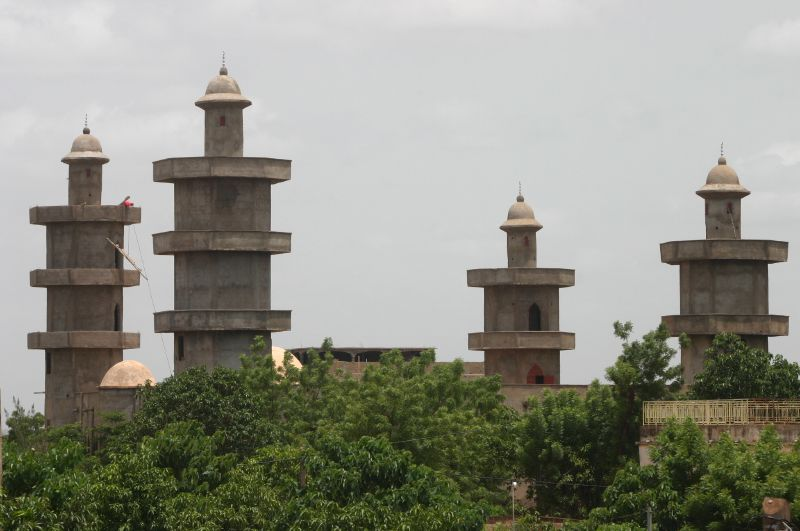
Die neue Moschee

Bamako [ˈba[ː]mako, auch baˈma[ː]ko] ist die Hauptstadt Malis. Im Vorort Koulouba liegt das Regierungsviertel von Mali. Die Stadt liegt am Fluss Niger.

## Verwaltungsgliederung
Der Distrikt Bamako unterteilt sich in die sechs Gemeinden Commune I, Commune II, Commune III, Commune IV, Commune V und Commune VI.

## Bevölkerung
Bamako hat nach den Ergebnissen des 2009 durchgeführten Zensus 1.809.106 Einwohner. 2022 wurden bei einem Zensus bereits 4.227.569 Einwohner gezählt.
Die Stadt zählt zu den am schnellsten wachsenden der Welt. Für 2050 wird mit einer Bevölkerung von über 7,6 Millionen Menschen in der Agglomeration gerechnet.
Bevölkerungsentwicklung
| Jahr | Einwohnerzahl |
| ---- | ------------- |
| 1950 | 89.000        |
| 1960 | 130.000       |
| 1970 | 222.000       |
| 1980 | 489.000       |
| 1990 | 746.000       |
| 2000 | 1.142.000     |
| 2010 | 1.886.000     |
| 2022 | 4.227.569     |

## Geschichte
Die Gegend um Bamako ist seit der Altsteinzeit besiedelt. Das fruchtbare Land im Tal des Flusses Niger ermöglichte die Produktion von Nahrungsmitteln. Bamako lag an wichtigen Handelsrouten und wurde zu einem Umschlagplatz für Waren wie Gold (u. a. vom Boure-Goldfeld), Elfenbein, Kola-Nüsse, Salz. Außerdem entwickelte sich die Stadt mit zwei Universitäten im Mittelalter auch zu einem Zentrum für islamische Gelehrte.
Vor der Eroberung durch französische Truppen im Jahr 1883 hatte Bamako ungefähr 600 Bewohner. Im Jahre 1908 wurde sie zur Hauptstadt des französischen Gouvernements Obersenegal und Niger. 1945 hatte die Stadt bereits 37.000 Einwohner, davon weniger als 1000 Franzosen, und wuchs bis 1960, als Mali unabhängig von Frankreich wurde, auf 160.000 Einwohner an. Doch damit setzte das stürmische Bevölkerungswachstum erst ein, denn 2018 schätzte man die Einwohnerzahl auf 4,3 Millionen, bis 2050 soll sie auf 13 Millionen steigen.
Nach einer sozialistischen Phase unter sowjetischem Einfluss putschte sich 1968 General Moussa Traoré an die Macht. 1987 war Bamako Tagungsort einer WHO-Konferenz, die unter dem Namen Bamako-Initiative die Gesundheitspolitik Afrikas nachhaltig veränderte. Bei einer Geiselnahme im November 2015 starben mehr als 20 Menschen.

## Wirtschaft und Verkehr
Als Handels- und Industriezentrum (Textilindustrie) ist Bamako der wichtigste Wirtschaftsstandort in Mali. Von Bamako aus führt die Bahnstrecke Dakar–Niger über Kita, Mahina, Kayes in die Hafenstadt Dakar im Senegal. Sie ist zurzeit jedoch nicht aktiv. Außerdem ist die Stadt über den Flughafen Bamako erreichbar. Bamako hat drei Brücken über den Niger: Pont des Martyrs, Pont du roi Fahd und Pont de l’amitié sino-malienne. Die 1927 gebaute Chaussée de Sotuba ist eine nur in der Trockenzeit benutzbare Straße über den Niger.
1929 wurden die Barrage des Aigrettes, die Barrage de Damanda über den Niger und der Canal de Baguinéda entlang des rechten Ufers zur Bewässerung der Ebene von Baguinéda eröffnet. 1966 wurde an den Kanal das Kraftwerk Centrale hydroélectrique de Sotuba angeschlossen, das Anfang der 2020er Jahre durch einen Neubau ergänzt werden soll.
Das Centre Hospitalier Universitaire du Point-G ist das größte Krankenhaus des Landes.
In einer Rangliste der Städte nach ihrer Lebensqualität belegte Bamako im Jahre 2018 den 220. Platz unter 231 untersuchten Städten weltweit.

## Kultur
Im Musée National du Mali werden archäologische und ethnologische Sammlungen ausgestellt. Die Sammlung der Bibliothèque nationale du Mali umfasst etwa 60.000 Werke.
Alle zwei Jahre findet die Fotografieausstellung Rencontres africaines de la photographie statt. Seit 2003 wird in Bamako jährlich das Musikfestival Trophées de la musique au Mali ausgetragen. In dessen Verlauf werden die besten Musiker Malis mit den Tamanis ausgezeichnet.

## Militär
Die Friedenssicherungsschule École de maintien de la paix Alioune Blondin Béye befindet sich in Bamako.

## Sport
Zu den erfolgreichsten Teams des Landes mit zahlreichen nationalen Titeln zählen die Fußballvereine Djoliba AC, Stade Malien und AS Real Bamako. Als Spielstätten dienen unter anderem das 2001 eröffnete und 50.000 Zuschauer fassende Stade du 26 mars sowie das Stade Modibo Keïta mit 35.000 Plätzen. In beiden Stadien wurden Spiele der Afrikameisterschaft 2002 ausgetragen.
Bei der Rallye Paris-Dakar war Bamako mehrmals Etappenort.

## Söhne und Töchter der Stadt
- 1912, Aoua Kéita, † 7. Mai 1980, Schriftstellerin
- 1915, 4. Juni, Modibo Keïta, † 16. Mai 1977, Staatspräsident von Mali (1960–1968)
- 1920, 18. März, Henri Coulet, † 7. Dezember 2018 in Lyon, Romanist
- 1923, Seydou Keita, † 21. November 2001, Fotograf
- 1928, Seydou Badian Kouyaté, † 28. Dezember 2018, Schriftsteller und Politiker
- 1940, 21. April, Souleymane Cissé, † 19. Februar 2025, Filmemacher
- 1946, 6. Dezember, Salif Keïta, † 2. September 2023, Fußballspieler
- 1952, 7. November, Modibo Sidibé, Politiker
- 1954, 24. Oktober, Amadou Bagayoko, Sänger und Gitarrist von Amadou & Mariam
- 1955, 23. Juni, Jean Tigana, französischer Fußballspieler und -trainer
- 1958, 15. April, Mariam Doumbia, Sängerin von Amadou & Mariam
- 1959, 20. März, Sylvain Itté, Diplomat
- 1968, 25. Februar, Oumou Sangaré, Sängerin, Feministin und Menschenrechtsaktivistin
- 1968, 7. Juli, Robert Cissé, römisch-katholischer Geistlicher, Erzbischof von Bamako
- 1978, 15. April, Soumaila Coulibaly, Fußballspieler
- 1978, 25. April, Hamchétou Maïga, Basketballspielerin
- 1978, 11. Juni, Kadiatou Kanouté, Basketballspielerin
- 1978, 12. Juni, Fousseiny Tangara, Fußballspieler
- 1979, 15. Juli, Boubacar Diarra, Fußballspieler
- 1979, 18. Dezember, Mamady Sidibe, Fußballspieler
- 1980, 16. Januar, Seydou Keita, Fußballspieler
- 1980, 10. September, Adama Coulibaly, Fußballspieler
- 1981, 13. Februar, Tenema N’Diaye, Fußballspieler
- 1981, 12. Mai, Abdoulaye Maïga, Militäroffizier und Interimspremierminister von Mali
- 1981, 18. Mai, Mahamadou Diarra, Fußballspieler
- 1981, 19. Mai, Moussa Coulibaly, Fußballspieler
- 1982, 17. Juni, Dramane Traoré, Fußballspieler
- 1983, 5. Februar, Djénéba Bamba, Fußballspielerin
- 1984, 12. März, Rafan Sidibé, Fußballspieler
- 1984, 21. August, Boubacar Koné, Fußballspieler
- 1984, 25. August, Soumbeyla Diakité, Fußballspieler
- 1985, 18. Februar, Drissa Diakité, Fußballspieler
- 1985, 13. Mai, Aïssata Coulibaly, Fußballspielerin
- 1986, 19. Februar, Amadou Sidibé, Fußballspieler
- 1986, 16. Mai, Kadidia Diawara, Fußballspielerin
- 1987, 9. September, Kalilou Traoré, Fußballspieler
- 1987, 19. Dezember, Idrissa Coulibaly, Fußballspieler
- 1988, 17. Januar, Abdou Traoré, Fußballspieler
- 1988, 25. April, Cheick Diabaté, Fußballspieler
- 1989, 7. August, Djénébou Danté, Sprinterin
- 1992, 27. Januar, Hamari Traoré, Fußballspieler
- 1992, 11. Februar, Cheick Fantamady Diarra, Fußballspieler
- 1992, 6. Juni, Sidy Koné, Fußballspieler
- 1992, 20. November, Ismaël Coulibaly, Taekwondo
- 1995, 10. Februar, Mamadou Maiga, Fußballspieler
- 1995, 10. Mai, Aya Nakamura, Sängerin
- 1995, 5. Juli, Youssouf Koné, Fußballspieler
- 1996, 11. Januar, Diadie Samassékou, Fußballspieler
- 1996, 28. April, Almamy Touré, Fußballspieler
- 1996, 9. Oktober, Fodé Sissoko, Sprinter
- 1997, 15. April, Boubakar Kouyaté, Fußballspieler
- 1998, 21. Januar, Mamadou Fofana, Fußballspieler
- 1998, 31. Januar, Amadou Haidara, Fußballspieler
- 2000, 6. Januar, Mohamed Camara, Fußballspieler
- 2000, 4. Juli, Abdoulaye Diaby, Fußballspieler
- 2001, 20. August Boubacar Traoré, Fußballspieler
- 2002, 30. Januar, Issouf Sissokho, Fußballspieler
- 2002, 11. November, Mamady Diambou, Fußballspieler
- 2004, 1. Januar, Moussa Kounfolo Yeo, Fußballspieler
- 2005, 28. Mai, Amady Camara, Fußballspieler

## Städtepartnerschaften
Bamako unterhält folgende Städtepartnerschaften:
- Aşgabat, Turkmenistan (1974)
- Angers, Frankreich (1974)
- Bobo-Dioulasso, Burkina Faso (1994)
- Dakar, Senegal (1973)
- Leipzig, Deutschland[13] (Städtefreundschaft seit 1966)
- Rochester, Vereinigte Staaten (1975)[14]

Kooperationsabkommen (Coopération décentralisée) bestehen mit
- Bordeaux, Frankreich
- Lyon, Frankreich
- Marseille, Frankreich
- Ouagadougou, Burkina Faso
- São Paulo, Brasilien

## Klimatabelle

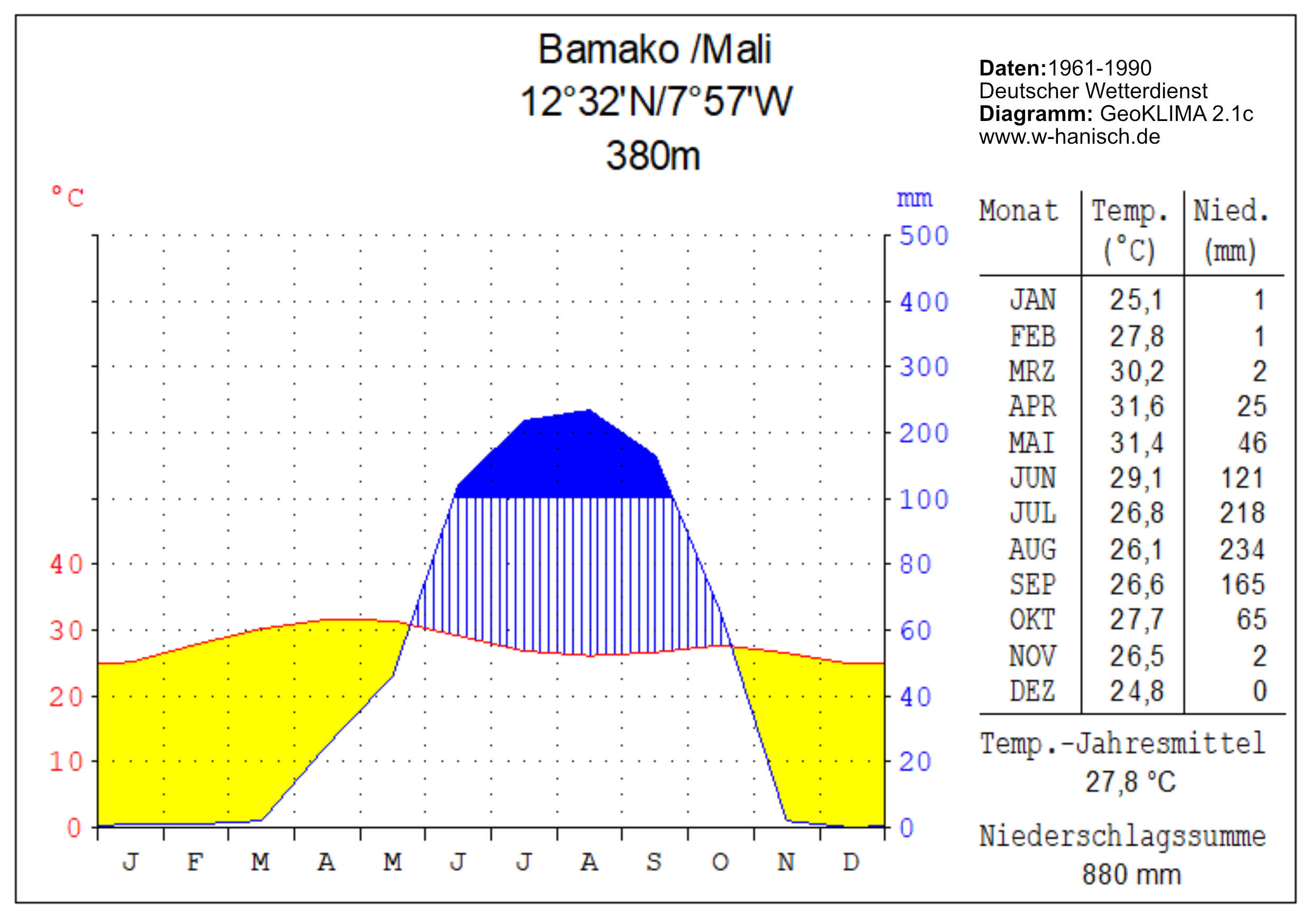
Klimadiagramm von Bamako

|                       | Jan  | Feb  | Mär  | Apr  | Mai  | Jun  | Jul  | Aug  | Sep  | Okt  | Nov  | Dez  |   |      |
| Mittl. Tagesmax. (°C) | 32,7 | 35,9 | 37,9 | 38,7 | 37,8 | 34,8 | 31,6 | 30,8 | 31,9 | 34,4 | 34,7 | 32,5 | ⌀ | 34,5 |
| Mittl. Tagesmin. (°C) | 17,3 | 20,0 | 23,1 | 25,2 | 25,3 | 23,4 | 22,0 | 21,6 | 21,6 | 21,5 | 19,2 | 17,4 | ⌀ | 21,5 |
|                       |      |      |      |      |      |      |      |      |      |      |      |      |   |      |
| Niederschlag (mm)     | 0    | 0    | 2    | 25   | 46   | 121  | 218  | 234  | 165  | 65   | 2    | 0    | Σ | 878  |
|                       |      |      |      |      |      |      |      |      |      |      |      |      |   |      |
| Sonnenstunden (h/d)   | 8,9  | 9,0  | 8,6  | 7,7  | 7,8  | 7,8  | 7,0  | 7,0  | 7,4  | 8,2  | 9,0  | 8,7  | ⌀ | 8,1  |
|                       |      |      |      |      |      |      |      |      |      |      |      |      |   |      |
| Regentage (d)         | 0    | 0    | 0    | 3    | 5    | 9    | 15   | 16   | 12   | 5    | 0    | 0    | Σ | 65   |
|                       |      |      |      |      |      |      |      |      |      |      |      |      |   |      |
| Luftfeuchtigkeit (%)  | 24   | 20   | 22   | 33   | 50   | 67   | 77   | 81   | 78   | 65   | 38   | 27   | ⌀ | 48,7 |

| 17,3 |

| 20,0 |

| 23,1 |

| 25,2 |

| 25,3 |

| 23,4 |

| 22,0 |

| 21,6 |

| 21,6 |

| 21,5 |

| 19,2 |

| 17,4 |

| 17,3 |

| 20,0 |

| 23,1 |

| 25,2 |

| 25,3 |

| 23,4 |

| 22,0 |

| 21,6 |

| 21,6 |

| 21,5 |

| 19,2 |

| 17,4 |